# 9225 Daiki
9225 Daiki è un asteroide della fascia principale. Scoperto nel 1996, presenta un'orbita caratterizzata da un semiasse maggiore pari a 2,6859820 UA e da un'eccentricità di 0,1451133, inclinata di 16,85416° rispetto all'eclittica.
L'asteroide è dedicato all'astrofilo giapponese Daiki Matsubayashi.